# Harry Welles Rusk

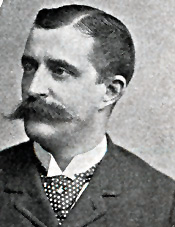
Harry Welles Rusk (1896)

Harry Welles Rusk (* 17. Oktober 1852 in Baltimore, Maryland; † 28. Januar 1926 ebenda) war ein US-amerikanischer Politiker. Zwischen 1886 und 1897 vertrat er den Bundesstaat Maryland im US-Repräsentantenhaus.

## Werdegang
Harry Rusk besuchte private Schulen und studierte danach bis 1866 am Baltimore City College. Nach einem anschließenden Jurastudium an der School of Law der University of Maryland und seiner 1873 erfolgten Zulassung als Rechtsanwalt begann er in Baltimore in diesem Beruf zu arbeiten. Gleichzeitig schlug er als Mitglied der Demokratischen Partei eine politische Laufbahn ein. In den Jahren 1876 und 1882 saß er im Abgeordnetenhaus von Maryland; 1884 und 1886 gehörte er dem Staatssenat an. Im Juli 1884 war er Delegierter zur Democratic National Convention in Chicago, auf der Grover Cleveland als Präsidentschaftskandidat nominiert wurde.
Nach dem Tod des Abgeordneten William Hinson Cole wurde Rusk bei der fälligen Nachwahl für den dritten Sitz von Maryland als dessen Nachfolger in das US-Repräsentantenhaus in Washington, D.C. gewählt, wo er am 6. Dezember 1886 sein neues Mandat antrat. Nach fünf Wiederwahlen konnte er bis zum 3. März 1897 im Kongress verbleiben. Von 1891 bis 1895 war Rusk Vorsitzender des Committee on Accounts. Im Jahr 1896 verzichtete er auf eine weitere Kandidatur.
Zwischen 1898 und 1908 war Harry Rusk Vorsitzender der Demokratischen Partei in Baltimore. Danach praktizierte er wieder als Anwalt. Er starb am 28. Januar 1926 in seiner Heimatstadt Baltimore.